# Děkanát Zábřeh
Děkanát Zábřeh je územní část olomoucké arcidiecéze. Tvoří ho 28 farností. Děkanem je R. D. Radek Maláč, farář v Zábřehu, místoděkanem R. D. Mgr. František Eliáš, farář ve Zvoli. V děkanátu působí 9 diecézních a 4 řeholní kněží.

## Znak děkanátu

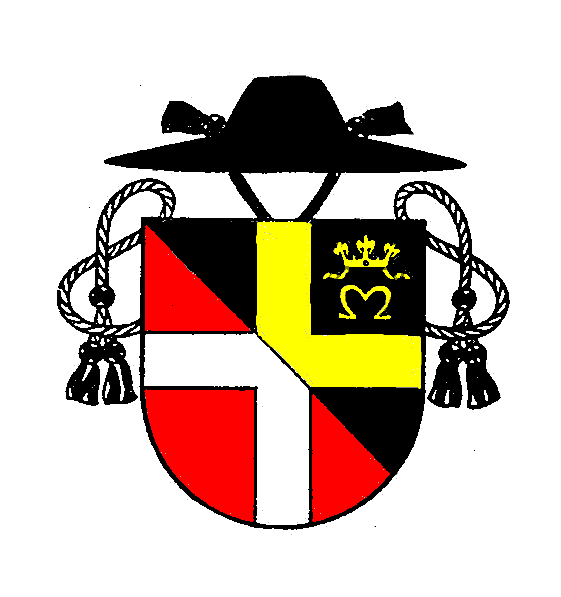
Znak děkanátu Zábřeh

Štít kosmo černo-červeně dělený, v něm heroltský kříž na černém zlatý a na červeném stříbrný. Ve druhé čtvrti štítu zlaté gotické písmeno M pod zlatou korunkou se dvěma splývajícími zlatými stužkami.
Polovina děkanství náležela až do pol. 16. století k litomyšlské diecézi, na jejíž znak odkazuje štít s křížem i barvy černá a zlatá. červená a stříbrná je odkazem na barvy olomoucké diecéze, k níž náleží děkanát nyní. Symbol Panny Marie, korunované písmeno M, je připomínkou mariánského zasvěcení dnes zaniklých klášterů Corona Mariae u Třebařova a Cella Janua Vitae S. Mariae u Krasíkova.

## Farnosti děkanátu
| Farnost         | Správce                                   | Farní kostel                      |
| --------------- | ----------------------------------------- | --------------------------------- |
| Cotkytle        | administrátor excurrendo, Štíty           | sv. Jana Nepomuckého              |
| Červená Voda    | P. Mgr. Jan BLEŠA                         | sv. Matouše                       |
| Dlouhomilov     | administrátor excurrendo Postřelmov       | Všech svatých                     |
| Dubicko         | R. D. Mgr. Jaroslav Šíma                  | Povýšení svatého Kříže            |
| Horní Studénky  | administrátor excurrendo, Štíty           | sv. Linharta                      |
| Hoštejn         | administrátor excurrendo Tatenice         | sv. Anny                          |
| Jakubovice      | administrátor excurrendo Červená Voda     | Nanebevzetí Panny Marie           |
| Jedlí           | administrátor excurrendo Klášterec        | sv. Jana Křtitele                 |
| Klášterec       | R. D. Mgr. Władysław Marek Mach, SDS      | Zvěstování Panny Marie            |
| Lesnice         | administrátor excurrendo Postřelmov       | sv. Jakuba Většího                |
| Loštice         | R. D. Ing. arch. Mgr. Kristián Libant, CM | sv. Prokopa                       |
| Lubník          | administrátor excurrendo Tatenice         | sv. Petra a Pavla                 |
| Maletín         | administrátor excurrendo Zvole            | sv. Mikuláše                      |
| Mírov           | administrátor excurrendo Zábřeh           | Panny Marie Pomocnice křesťanů    |
| Mohelnice       | R. D. Mgr. Ing. Petr Šimara               | sv. Tomáše z Canterbury           |
| Moravičany      | administrátor excurrendo Loštice          | sv. Jiří                          |
| Písařov         | administrátor excurrendo Červená Voda     | Rozeslání svatých apoštolů        |
| Postřelmov      | R. D. Mgr. Vladimír Jahn                  | sv. Matouše                       |
| Rohle           | administrátor excurrendo Dubicko          | sv. Martina                       |
| Studená Loučka  | administrátor excurrendo Mohelnice        | sv. Maří Magdaleny                |
| Svébohov        | administrátor excurrendo Klášterec        | Nanebevzetí Panny Marie           |
| Štíty           | R. D. Mgr. Jacek Piotr Brończyk           | Nanebevzetí Panny Marie           |
| Tatenice        | R. D. Mgr. Jaroslav Přibyl                | sv. Jana Křtitele                 |
| Třeština        | administrátor excurrendo Dubicko          | sv. Antonína Paduánského          |
| Úsov            | administrátor excurrendo Mohelnice        | sv. Jiljí                         |
| Vyšehorky       | administrátor excurrendo Zábřeh           | Všech svatých                     |
| Zábřeh          | A. R. D. Mgr. Ing. Radek Maláč            | sv. Bartoloměje                   |
| Zvole u Zábřehu | R. D. Mgr. František Eliáš                | Neposkvrněného Početí Panny Marie |